# Костаке-Негрі
Костаке-Негрі (рум. Costache Negri) — комуна у повіті Галац в Румунії. До складу комуни входить єдине село Костаке-Негрі.
Комуна розташована на відстані 189 км на північний схід від Бухареста, 38 км на північний захід від Галаца.

## Населення
За даними перепису населення 2002 року у комуні проживали 2619 осіб, усі — румуни. Усі жителі комуни рідною мовою назвали румунську.
Склад населення комуни за віросповіданням:
| Релігія       | Кількість осіб | Відсоток |
| ------------- | -------------- | -------- |
| православні   | 2278           | 87,0%    |
| п'ятдесятники | 309            | 11,8%    |
| адвентисти    | 20             | 0,8%     |
| бретрени      | 7              | 0,3%     |
| не релігійні  | 3              | 0,1%     |
| римо-католики | 2              | 0,1%     |

## Зовнішні посилання
- Дані про комуну Костаке-Негрі на сайті Ghidul Primăriilor [Архівовано 14 березня 2012 у Wayback Machine.]